# Легионерска авиация
Легионерската авиация (на италиански: Aviazione Legionaria, на испански: Aviación Legionaria) е експедиционен корпус от Италианските кралски военновъздушни сили, който е създаден през 1936 г. Изпратен да осигури логистична и тактическа подкрепа на националистическата фракция след испанския опит за преврат от юли 1936 г., който бележи началото на Гражданската война в Испания.
Корпусът и неговите германски съюзници, Легион „Кондор“ се бият срещу Испанската република и осигуряват подкрепа за италианските сухопътни войски. Те служат от август 1936 г. до края на конфликта през март 1939 г. Основната им база за операции е в Майорка на Балеарските острови.

## История
При избухването на Гражданската война в Испания през юли 1936 г. Франсиско Франко, лидер на бунтовническите армии в испанска Северна Африка, има около 30 000 войници и марокански граждани под свое командване, заедно с някои артилерийски части. За да прехвърли своите войски и оборудване в континентална Испания, Франко на 24 юли 1936 г. се обръща към италианския консул в Танжер и след това директно към майор Лукарди, военно аташе в италианското консулство.
Чрез тях Франко се опитва да убеди Бенито Мусолини да изпрати дванадесет транспортни самолета, дванадесет разузнавателни самолета, десет изтребителя, 3 000 въздушни бомби, зенитни картечници и най-малко четиридесет и пет транспортни кораба. Първоначално Мусолини не желае да ги прати, въпреки симпатиите си към Франко, но под натиска на своя зет, Галеацо Чано, той променя решението си на 25 юли. Междувременно Чано се среща с представители на испанската монархия, за да уреди прехвърлянето на около тридесет бойни самолета и друго оборудване, което да пристигне на 2 август и да бъде изпратено от френското правителство.
На 27 юли Мусолини нарежда на заместник-секретаря на Италианските кралски военновъздушни сили, генерал Джузепе Вале да изпрати 12 тримоторни бомбардировача Savoia-Marchetti SM.81 с екипажи и съответните специалисти при Франко. Те ще сформират първата единица, първоначално известна като Aviación del Tercio, и да излетят призори на 30 юли от Каляри–Елмас на Сардиния.
Всички италиански отличителни знаци на самолетите са заличени, за да се избегне международен инцидент с европейски правителства, които подкрепят републиканците. Фалшиви документи гласят, че самолетите се продават на испанския журналист Луис Болин.
Не всички италиански самолети, изпратени да помогнат на бунтовническата фракция, достигат Испанско Мароко, тъй като самолетът, командван от Анджелини се разбива в Средиземно море, този на Маталия пък се разбива близо до Саида във Френско Мароко, а Ло Форте трябва да направи аварийно кацане близо до Беркан (също Френско Мароко) и е конфискуван от местните власти. Деветимата оцелели от катастрофите в Мароко получават националистически документи и транспорт до летището в Тетуан, откъдето през следващите дни те помагат за ескорта на транспортните кораби „Araujo“, „Ciudad de Alicante“ и „Ciudad de Ceuta“. Те заедно прехвърлят 4 000 души, четири артилерийски батареи, два милиона патрона и 12 тона други боеприпаси до континентална Испания.
Окуражен от успеха на тази първа операция, Мусолини започва да изпраща постоянен поток от боеприпаси, персонал и доставки под името Легионерска авиация.

### Бомбардировки
Освен военни цели, Легионерската авиация извършва голям брой стратегически бомбардировки на градове в тила на испанските републиканци. Те имат за цел да изплашат цивилното население и да го накарат да се предаде. Най-значимата е бомбардировката на Мадрид през 1936 г., заповядана от генерал Франко, при която жилищните райони на града са подложени на тежки бомбардировки с изключение на квартала Саламанка на висшата класа, за който се предполага, че има много поддръжници на националистите. Три италиански бомбардировача атакуват моста Renteria в покрайнините на Герника преди бомбардирането на самия Герника от Легион „Кондор“ на 26 април 1937 г., последвано от атака срещу Алмерия.
През 1938 г. италианските самолети извършват повечето от своите широкомащабни бомбардировки, като нанасят удари по градовете Барселона, Аликанте, Гранолерс и Валенсия, както и по железопътните гари на Сант Висенс де Калдерс през 1938 г. и Хатива през 1939 г. С общо 728 нападения над средиземноморски градове, Легионерската авиация хвърля 16 558 бомби с множество жертви.
На 12 май 1939 г. последният италиански екипаж се качва за Италия на кораба „Duilio“ в Кадис. До края на конфликта Легионерска авиация регистрира общо 135 265 часа летателно време при 5 318 операции и 11 524 тона бомби с унищожени 943 вражески въздушни единици и 224 кораба. 171 убити и 192 души са ранените италиански военнослужещи, като 74 изтребители, осем бомбардировача, два щурмови самолета и два разузнавателни самолета са свалени или унищожени.
Съотношението между резултатите и загубените хора и машини е положително, но също така потвърждава погрешното им убеждение на командирите, че бипланите и трипланите все още са валидни в съвременните битки. Всъщност епохата на въздушната война, доминирана от тези самолети, отминава и става очевидно, че трябва да бъде монтирано радио на всички самолети и че насочването трябва да се извършва със специални инструменти, а не с поглед. Тези грешки в преценката се оказват решаващи, когато Италия влиза във Втората световна война през 1940 г.